# Campachipteria distincta
Campachipteria distincta är en kvalsterart som först beskrevs av Aoki 1959.  Campachipteria distincta ingår i släktet Campachipteria och familjen Achipteriidae.

## Underarter
Arten delas in i följande underarter:
- C. d. distincta
- C. d. incurva